# Carpina
Carpina là một đô thị thuộc bang Pernambuco, Brasil. Đô thị này có diện tích 146 km², dân số năm 2007 là 65205 người, mật độ 446,61 người/km².